# Viktória Čerňanská
Viktória Čerňanská (* 29. März 2002 in Bratislava) ist eine slowakische Bobfahrerin. Im Jahr 2022 nahm sie für die Slowakei an den Olympischen Winterspielen teil.

## Karriere
Ihre sportliche Karriere startete Viktória Čerňanská als Turnerin und Leichtathletin. In Hinblick auf die Olympischen Jugend-Winterspiele 2020 wurde sie für den Bobsport gewonnen und gab am 4. November 2018 in Lillehammer ihr internationales Debüt bei einem von der IBSF organisierten Monobob-Wettbewerb, wo sie den achten Platz belegte. In der Folge nahm sie an der OMEGA Youth Series teil, um sich für die Olympischen Jugendspiele zu qualifizieren. Dabei konnte sie sechs der acht Wettbewerbe gewinnen. In der Folge wurde sie vom Slovenský olympijský a športový výbor für die Olympischen Jugendspiele in Lausanne nominiert. Beim Monobob-Wettbewerb auf dem Olympia Bob Run St. Moritz–Celerina gewann sie hinter der Rumänin Georgeta Popescu die Silbermedaille.
Seit der Saison 2020/21 startet Viktória Čerňanská sowohl bei Monobob-Wettbewerben als auch bei Zweierbob-Wettbewerb. Im Zweierbob wurde Patrícia Horváthová 1 ihre Anschieberin. Ihr erstes gemeinsames Rennen absolvierten sie am 19. Dezember 2020 in Sigulda bei einem Europacup-Wettbewerb. Dort belegten sie hinter zwei russischen Bobs den dritten Platz. Einen Tag später verpassten sie als Vierte einen erneuten Podestplatz. Am 22. Januar 2021 startete Viktória Čerňanská mit ihrer Anschieberin bei den Junioren-Weltmeisterschaften auf dem Olympia Bob Run St. Moritz–Celerina. Während sie in der U26-Wertung den zehnten Platz belegten, sicherten sie sich in der U23-Wertung die Bronzemedaille. Durch ihre Ergebnisse in der Women’s Monobob World Series qualifizierte sich Viktória Čerňanská für den erstmals ausgetragenen Monobob-Wettbewerb bei den Bob- und Skeleton-Weltmeisterschaften 2021. Auf der Rennschlitten- und Bobbahn Altenberg belegte sie dabei nach vier Läufen den 18. Platz.
In der Olympiasaison 2021/22 stand der Fokus von Viktória Čerňanská auf der Frauen-Monobob-Weltserie und der Qualifikation für die Olympischen Winterspiele 2022. Am 11. November 2021 belegte sie beim Rennen der Frauen-Monobob-Weltserie auf der Lillehammer Olympiske Bob- og Akebane hinter Stephanie Schneider und Karlien Sleper den dritten Platz. Auch am 26. November 2021 in Altenberg und am 11. Dezember 2021 in Altenberg konnte sie jeweils mit einem zweiten Platz hinter Lisa Buckwitz bzw. Kim Yoo-ran einen Podestplatz erreichen. Durch ihre Ergebnisse in den Monobob-Wettbewerben qualifizierte sie sich für den Monobob-Wettbewerb die Olympischen Winterspiele in Peking und wurde auch vom Slovenský olympijský a športový výbor für die Spiele nominiert.
Vor dem Start der Spiele nahm Viktória Čerňanská noch an den Junioren-Weltmeisterschaften in Innsbruck teil. Da ihr Monobob sich zu diesem Zeitpunkt aber bereits auf den Weg nach Peking befand, absolvierte sie den erstmals bei einer Junioren-Weltmeisterschaft ausgetragenen Monobob-Wettbewerb mit dem Bob des liechtensteinischen Verbandes. Trotz dieser Umstände sicherte sie sich in der U26-Wertung hinter Maureen Zimmer und Ljubow Michailowna Tschernych die Bronzemedaille und in der U23-Wertung die Goldmedaille. Einen Tag später ging sie gemeinsam mit Patrícia Tajcnárová 1 auch beim Zweierbob-Wettbewerb an den Start. Dort belegten in der U26-Wertung den fünften Platz und sicherten sich in der U23-Wertung hinter dem deutschen Bob die Silbermedaille. Nach vier Läufen beendete Viktória Čerňanská sie im Yanqing National Sliding Center die Olympiapremiere des Monobob-Wettbewerbes auf den 17. Platz.
Zur Saison 2022/23 musste Viktória Čerňanská ihr Bobteam umbauen, da ihre bisherige Anschieberin Patrícia Tajcnárová 1 sich für eine eigene Karriere als Bobpilotin entschied. Ihre neuen Anschieberinnen wurden unter anderem Lucia Mokrášová und Lucia Kršková. In die Saison startete sie bei Rennen des Nordarmerika-Cups und konnte dabei am 18. und 19. November 2022 beide Monobob-Wettbewerbe auf der Utah Olympic Park Track gewinnen. Drei Tage später sicherte sie sich zudem gemeinsam mit Lucia Kršková den Sieg im ersten Zweierbob-Wettbewerb in Park City. Einen Tag später belegten sie beim zweiten Wettbewerb den zweiten Platz. Auf der Olympia-Bobbahn Mount Van Hoevenberg konnte sie zudem am 1. Dezember 2022 den ersten Monobob-Wettbewerb gewinnen und einen Tag später belegte sie beim zweiten Wettbewerb den zweiten Platz.
Nach dem Jahreswechsel gab Viktória Čerňanská am 7. und 8. Januar 2023 in Winterberg ihr Debüt im Bob-Weltcup. Beim Monobob-Wettbewerb in der Veltins-Eisarena am 7. Januar 2023 belegte den 13. Platz und einen Tag später beendete sie gemeinsam mit Lucia Mokrášová den Zweierbob-Wettbewerb auf dem 14. Rang. Zwei Wochen später startete sie auf der Rennschlitten- und Bobbahn Altenberg erneut im Bob-Weltcup. Bei diesen Wettbewerben wurden zudem die Bob- und Skeleton-Europameisterschaften 2023 integriert ausgetragen. Im Monobob-Wettbewerb belegte sie den 13. Platz in der Weltcup-Wertung und in der Europameisterschaftswertung den siebten Platz. Einen Tag später erreichte sie gemeinsam mit Lucia Mokrášová mit dem neunten Platz im Zweierbob-Wettbewerb ihren ersten Top-Ten-Platz im Bob-Weltcup. In der Wertung der Europameisterschaft belegten sie den fünften Platz.
Zwischen dem 22. Januar und 5. Februar 2023 nahm Viktória Čerňanská an den Bob- und Skeleton-Weltmeisterschaften 2023 auf dem Olympia Bob Run St. Moritz–Celerina teil, wo sie sowohl im Monobob als auch im Zweierbob an den Start ging. Im Monobob-Wettbewerb konnte sie ihr Ergebnis von vor zwei Jahren verbessern und beendete den Wettbewerb auf den zwölften Platz. Bei ihrem ersten WM-Start in Zweierbob belegte sie gemeinsam mit Lucia Mokrášová den 14. Platz.

## Erfolge
| Nr. | Datum             | Ort         | Bahn                                 |
| --- | ----------------- | ----------- | ------------------------------------ |
| 1.  | 18. November 2022 | Park City   | Utah Olympic Park Track              |
| 2.  | 19. November 2022 | Park City   | Utah Olympic Park Track              |
| 3.  | 31. Januar 2020   | Lake Placid | Olympia-Bobbahn Mount Van Hoevenberg |

| Nr. | Datum             | Ort       | Bahn                    | Anschieberin  |
| --- | ----------------- | --------- | ----------------------- | ------------- |
| 1.  | 22. November 2022 | Park City | Utah Olympic Park Track | Lucia Kršková |

## Sonstiges
Viktória Čerňanská ist die jüngere Schwester des slowakischen Fußballspielers Bruno Čerňanský, der zwischen 2018 und 2020 in der slowakischen 2. Liga für FC Petržalka 1898 gespielt hat.